# Revolta de Manuelinho
La Revolta de Manuelinho o alteracions d'Évora fou una revolta popular que va tenir lloc al sud del Regne de Portugal l'any 1635 i a conseqüència de la crisi institucional i política de l'Imperi Espanyol que el va portar a la Guerra dels Segadors i a la Guerra de Successió Espanyola.

## Motiu per la revolta

### Problemes de successió a la corona portuguesa
A la mort del rei portuguès Sebastià I a la Batalla d'Alcàcer-Quibir l'any 1578 contra els àrabs musulmans, hi ha un problema de successió. El cardenal D. Henrique, que havia assumit la regència del rei difunt quan era jove, torna a assumir el trono portuguès de manera temporal. Mitjançant l'Edicte de Successió el cardenal presenta els tres possibles candidats al tron:
- Felip II, rei d'Espanya i fill d'Isabel de Portugal
- D. António, prior da l'Orde militar de Crato
- Caterina de Bragança

La successió va causar rebombori entre la població que ni tan sols es creia que el seu rei havia mort durant la batalla. La noblesa estava dividida i els pro-Castella proclamen a Felip II com a rei de Portugal. L'entronització no és acceptada per tothom perquè suposa l'assimilació de la corona portuguesa a la castellana. Assimilació que tots els reis portuguesos han intentat evitar al llarg de la història. Està en risc la pèrdua de la independència portuguesa. Davant la possible invasió del rei espanyol, la població de les principals ciutats portugueses juntament amb la noblesa van proclamar a D. António com a rei portuguès. Aquest es va instal·lar al Palau de la Ribeira on va començar a comportar-se com un verdader monarca (ex.: encunyar moneda o organitzar un exèrcit portuguès). Al mes d'agost del 1580 la invasió és ara inevitable i Felip II s'afronta amb les tropes portugueses a la Batalla d'Alcàntara. Portugal perd i la corona és assimilada a Espanya.

### Repercussions de l'assimilació amb Castella
Tot i que el rei castellà va jurar les Constitucions portugueses, tal com ho va fer amb Catalunya en el seu moment, aquest no acaba de respectar-les. El regne entra en una crisi important al segle xvii. Les guerres amb França, Anglaterra i Holanda tenen repercussions molt negatives sobre Portugal i els seus territoris colonials. Brasil és sacsejat per les tropes franceses i angleses que saquegen sense botó d'aturada. La corona castellana exigeix impostos als portuguesos, castellanitza la població i no atén a les constitucions... Els portuguesos es revolten, seguits pels catalans i bascos.

## La Revolta de Manuelinho
A partir del 1635 comença un augment important dels opositors al rei espanyol. Tots reclamen la restauració de la independència, contesten els mètodes del rei i la imposició de tributs més forts per pagar-se les guerres. L'any 1637 esclata la revolta a Évora (al sud de Portugal), raó per la qual la Revolta de Manuelinho també porta el nom d'Alteracions d'Èvora. És una revolta purament popular però que aviat acaba per tenir suport de la classe alta. Un grup de 40 nobles portuguesos, més coneguts com a Conjurats, decideix unir-se als sollevats i organitzar una revolució que permeti la restauració de la independència. Proclamen a Joan de Bragança nou rei de Portugal l'any 1580 i organitzen els esdeveniments que acabaran per tenir lloc finalment el dia 1 de desembre del 1640. Durant la Revolta de Manuelinho es van distribuir pancartes entre la població portuguesa on s'apel·lava a la revolta. Es crema la casa del corregidor i per tal d'evitar que el fidels al rei castellà identifiquin les pancartes, aquestes se signen amb el nom de Manuelinho. Mentrestant, el nou rei Felip III, exigeix als portuguesos d'anar a revoltar-se en contra dels catalans durant la Guerra dels Segadors. El poble no ho accepta i l'1 de desembre del 1640 tot està preparat a Portugal per començar la Guerra de Restauració portuguesa. El regne d'Espanya es troba llavors en ple conflicte: bascs, catalans, portuguesos... el poble s'ha sollevat. Finalment Portugal aconsegueix restaurar la corona portuguesa. Seran els únics atès que Catalunya veurà com se li imposa una desfeta ni desitjada ni acceptada.